# Sistem manual de acționare
Sistemul manual de acționare este un sistem fizic compus din elemente fixe și mobile, sistem acționat de forța musculară umană. Sistemul manual de acționare este primul sistem fizic de acționare creat de om. El a fost diversificat în moduri diferite după necesitățile locului și timpului utilizării. Rațiunea de a fi a sistemului manual de acționare este utilizarea superioară a energiei fizice a corpului uman. Sistemul manual este punctul de plecare pentru sistemele de acționare bazate pe forțe fizice neumane ca sistemele de acționare hidraulice, sistemele acționate pneumatice etc.